# Acronychia acidula
Лимо́нная оси́на, или Акрони́хия ки́слая (лат. Acronýchia acídula) — маленькое или средних размеров дерево семейства Рутовые, происходящее из тропических лесов австралийского штата Квинсленд. Известно кислыми плодами, имеющими аромат лайма и грейпфрута, которые добавляеют в соки, соусы и кондитерские изделия.
Дерево культивируется в небольших коммерческих садах на восточном побережье Австралии — от северного Квинсленда до севера Нового Южного Уэльса. Оно предпочитает хорошо дренированные плодородные почвы. Дерево растёт быстро и требует регулярной обрезки. Сеянец начинает плодоносить через четыре года.